# Rollin'
『Rollin'』（ローリン、韓：롤린）は、2017年3月7日にCDおよびデジタル配信で全世界にリリース（Music Videoも同日公開）された、韓国のガールズグループ Brave Girls （韓："브레이브걸스"）の4枚目のミニアルバム・タイトル曲（同名）である。発売元はBrave Entertainment、ライセンス元はCJ E&M（発売時）・Kakao Entertainment（現在）。
2018年8月11日には、編曲され、よりトロピカル要素
が取り入れられた"Rollin' (New Version)"をデジタル配信でリリース。

## 背景とリリース
同年1月にメンバーのユジン、ヘランが脱退を経て、ミニョン、ウンジ、ユナ、ユジョン、ハユンの5人組に再編成となり、初の活動曲となった（2018年にハユンが脱退したため、以後は4人組） 。
2017年2月27日に、スケジュールポスターにてカムバックを発表、翌28日にイメージティーザーの公開、3月2日にカバーイメージとトラックリスト、3月3日にミュージックビデオ予告映像第1弾を公開。予告映像第1弾は、露出レベルが高い衣装により青少年観覧不可（19歳以上）の判定を受けた。そしてタイトル曲「Rollin'」は俗語が使用されている歌詞が含まれるため、KBS審議で不適格判定を受けた。3月6日にミュージックビデオ予告映像第2弾（15歳以下観覧不可認定）を最後に、7日に音源・フィジカル盤を発売、ミュージックビデオを公開した。同日SBS MTV「THE SHOW：ALL ABOUT K-POP」に出演を皮切りに、活動を開始。10日、青少年観覧不可（19禁）判定を受けたミュージックビデオで、扇情性の論争を巻き起こした露出度の高い衣装が含まれた部分がすべて削除された「롤린 (Rollin') (Clean ver.)」を公開。更に、KBS審議で不適格判定を受けた該当歌詞を変更、再審議を通過し、同局「ミュージックバンク」等に出演した。
発売から1年5か月が過ぎた2018年8月8日に、既存のセクシーコンセプトの「Rollin'」を再編曲して、夏にふさわしい新しいバージョン「Rollin' (New Version)」を発売をすると発表し、11日に各種音源サイト・YouTube等SNSを通じて、音源・ミュージックビデオを公開、4人体制で活動をした。

## 韓国内の反応

### 2017年 - 2020年 発売から軍の慰問公演
タイトル曲「Rollin'」の、Melon最高順位は日間192位（2017年3月7日）、Gaon月間アルバムチャートでは月間販売量（2017年3月度）が1091枚で、最高順位62位と惨憺たる結果に終わった。後述のチャート逆走で大ヒットする前はいくつかのコミュニティーサイトにて、숨듣명（隠れて聴く名曲）と紹介され、日の目を見ることなく、知る人ぞ知る曲として愛されている曲と僅かに評価されていただけに過ぎず、韓国の動画配信サイトアフリカTVに出演するなどしていたが、2018年発売のNew Version.含め、大衆の人気を得ることは出来なかった。
しかし軍人の間では、Brave Girlsは軍隊の中では抜群の知名度と人気を得ている事から"軍統領"として呼ばれ、2016年に9回、2017年17回、2018年22回、2019年に11回、5年間で計59回もの慰問公演に訪れており、韓国軍専用チャンネル「国防TV」の音楽番組「慰問列車」にて慰問公演が放映され、韓国全土の軍人に愛される要因となった。
特に美談として取り上げられているのが、海兵隊第6師団がある最前線の白翎島での慰問公演で、6分間の公演のために、悪天候で船の出航が難しい島への移動時間が12時間、200万ウォンの報酬のうち、経費がかさみ、メンバー1人当たりの報酬が7万ウォンしかないと推測される公演であっても、スケジュールをこなすどころか、兵士一人一人と写真も一緒に撮るなど、熱心な姿がより軍人の心を掴んだ。そうして、韓国全土の軍将兵、軍に服務した多くの男性から絶大な支持を得ることになり、少なくとも軍部隊では「Rollin'」は「先任が後任に引き渡す」という冗談が言われるほど長期間にわたって人気を集めてきた曲であった。

### 2021年 逆走、大ヒット
「Rollin'」発売から約4年後の2021年2月24日、YouTubeチャンネル「비디터（VIDITOR）」により「브레이브걸스_롤린_댓글모음」（Brave Girls_Rollin’_コメントコレクション）がアップロードされた。公開から3日間で、130万再生を記録（2021年10月14日現在で約2300万再生）し、多くの関心が集まったことにより状況が一変する。翌2月25日に、音源チャートBugsのリアルタイムチャートに76位で初侵入、2日後の2月27日には1位にチャートイン（28日には全時間帯で）、その後、genie、FLOリアルタイムチャート、Melon（リアルタイム/ 24Hits）の4つの主要音源チャートで1位、更に、逆走から17日後の3月12日には、全音源チャートのリアルタイム・日間チャートで1位を同時に獲得し、PAK（パーフェクト・オール・キル）を達成した（2020年のMelon改編後のPAK獲得はBTSとBrave Girlsのみ、全262回PAK達成は歴代女性グループ最多）。
11日、Mnet「M COUNTDOWN」に出演を皮切りに、音楽番組での活動を再び開始し、14日のSBS「人気歌謡」にて自身初の音楽番組1位を獲得した。5月9日の「人気歌謡」では、「Rollin'」と2020年発売の「We Ride」が高い音源成績で、2曲同時に1位候補に上がり、初の記録を残した。その後、地上波・ケーブル合わせ5番組で7回も1位を獲得した（「人気歌謡」ではトリプルクラウンを達成）。
韓国国内全アルバム・オンラインダウンロード・ストリーミング等を集計するGAONでは、"주간 디지털 차트（週間デジタルチャート）"で計5週にわたり1位を獲得。10月9日付集計分で、GAON指数（ダウンロード + ストリーミング + BGM）が732,495,681ユニットを獲得、2021年間累積指数チャート（10月14日まで）で、第2位となっており、全男女グループ中では1位である。なお、2020年発売の「운전만해 (We Ride)」は、444,471,830ユニットを獲得しており、第10位にランクインしている。

## チャート成績（首位）
| 番組          | 放送局  | 日付          |
| ------------- | ------- | ------------- |
| 人気歌謡      | SBS     | 2021年3月14日 |
| 人気歌謡      | SBS     | 2021年3月21日 |
| 人気歌謡      | SBS     | 2021年5月9日  |
| THE SHOW      | SBS MTV | 2021年3月16日 |
| SHOW CHAMPION | MBC M   | 2021年3月17日 |
| M Countdown   | Mnet    | 2021年3月18日 |
| Music Bank    | KBS     | 2021年3月19日 |

| 音源サイト                          | 月間                          | 週間                                                          |
| ----------------------------------- | ----------------------------- | ------------------------------------------------------------- |
| Melon                               | 2021年3月 - 5月 （3ヶ月連続） | 2021年3月8日 - 28日・4月12日 - 5月16日 （全8週）              |
| genie                               | 2021年3月・5月 （全2ヶ月）    | 2021年3月1日 - 28日・5月3日 - 9日 （全5週）                   |
| gaon                                | 2021年3月・5月 （全2ヶ月）    | 2021年3月7日 - 27日・4月18日 - 5月15日 （ストリーミング:7週） |
| Billboard（K-POP）                  | 2021年4月・5月 （2ヶ月連続）  | 2021年3月27日 - 4月3日付・5月8日 - 29日付 （全6週）           |
| Bugs                                | −                             | 2021年3月1日 - 21日 （3週連続）                               |
| YouTube Music                       | −                             | 2021年3月19日 - 4月15日 （4週連続）                           |
| iChart （音源チャート集計チャート） | −                             | 2021年3月8日 - 28日・4月19日 - 5月16日 （全7週）              |

・Melon月間チャート2ヶ月連続1位を獲得したガールズグループは、2008年6月・7月にWonder Girlsの「So Hot」、2009年1月・2月に少女時代の「Gee」に続き、12年ぶりに3回目の記録、3ヶ月連続1位を獲得した記録は、 ガールズグループ初であり、男女合わせても、防弾少年団の「Dynamite」と1位タイである。

## リリース歴
| 地域         | 発売日       | フォーマット    | レーベル                   |
| ------------ | ------------ | --------------- | -------------------------- |
| 韓国、全世界 | 2017年3月7日 | CD デジタル配信 | Brave Entertainment CJ E&M |

| 地域         | 発売日        | フォーマット | レーベル                   |
| ------------ | ------------- | ------------ | -------------------------- |
| 韓国、全世界 | 2018年8月11日 | デジタル配信 | Brave Entertainment CJ E&M |